# Yungipicus
Yungipicus este un gen de ciocănitori originare din Asia. Speciile din acest gen au fost anterior plasate în genul Dendrocopos.

## Taxonomie
O analiză filogenetică moleculară a ciocănitoarelor de pădure publicată în 2015 a constatat că genul Dendrocopos era polifiletic. În reorganizarea ulterioară pentru a crea genuri monofiletice, șapte specii au fost mutate în genul Yungipicus. Genul a fost introdus de ornitologul francez Charles Lucien Bonaparte în 1854. Numele genului combină cuvântul din greaca veche pentru „capîntortură”, iunx, folosit de Carl Linnaeus pentru genul Jynx, și latinescul picus, care înseamnă „ciocănitoare”. Specia tip a fost desemnată de zoologul englez George Robert Gray în 1855 ca o subspecie a ciocănitoarei pitice cu cap brun, Yungipicus nanus hardwickii. Genul face parte din tribul Melanerpini, unul dintre cele cinci triburi care alcătuiesc subfamilia ciocănitoarelor Picinae. Genul Yungipicus este soră cu genul Picoides.

### Specii
Genul include șapte specii:
- Yungipicus temminckii
- Yungipicus nanus
- Yungipicus canicapillus
- Yungipicus maculatus
- Yungipicus ramsayi
- Yungipicus moluccensis
- Yungipicus kizuki

## Galerie

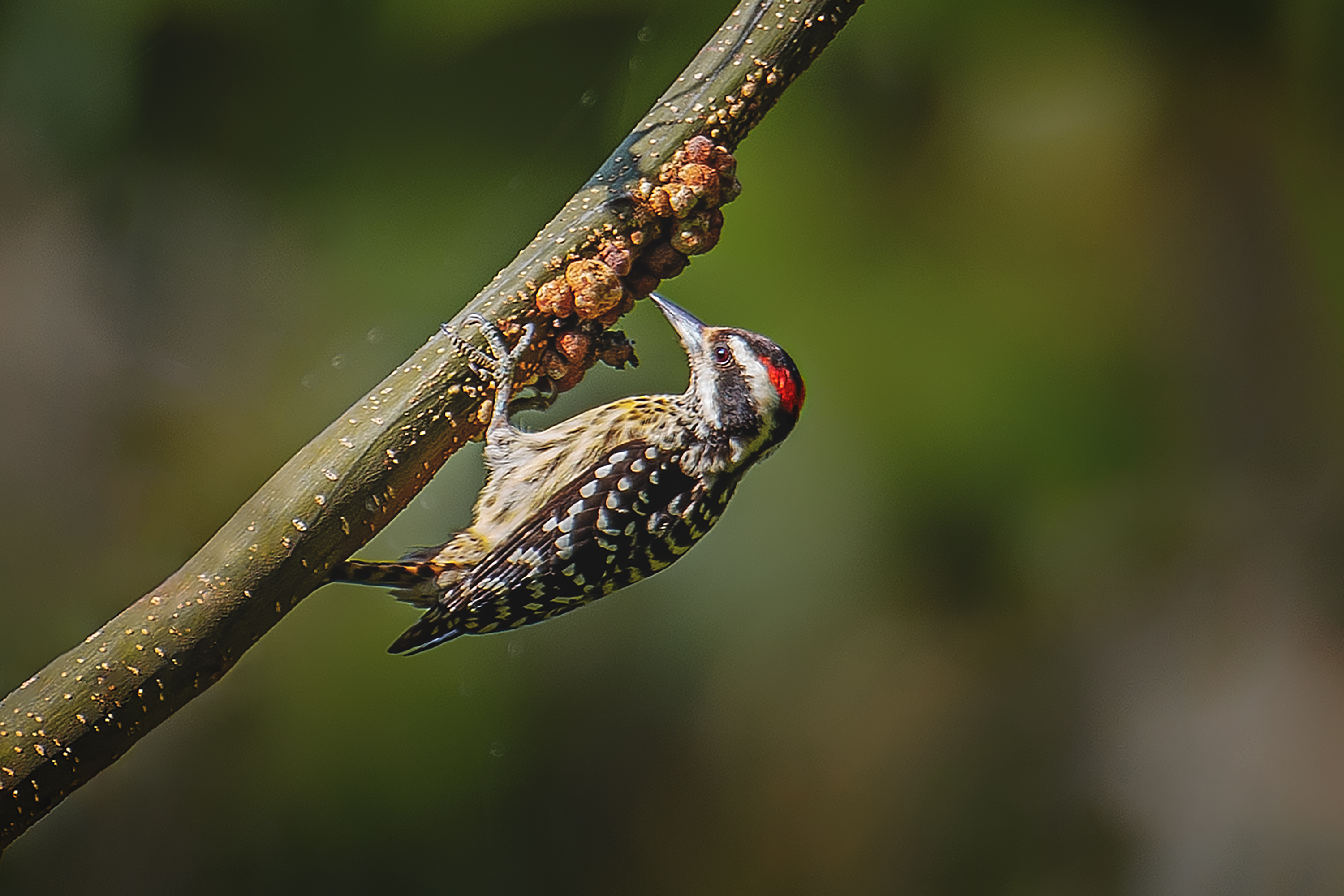
Yungipicus maculatus
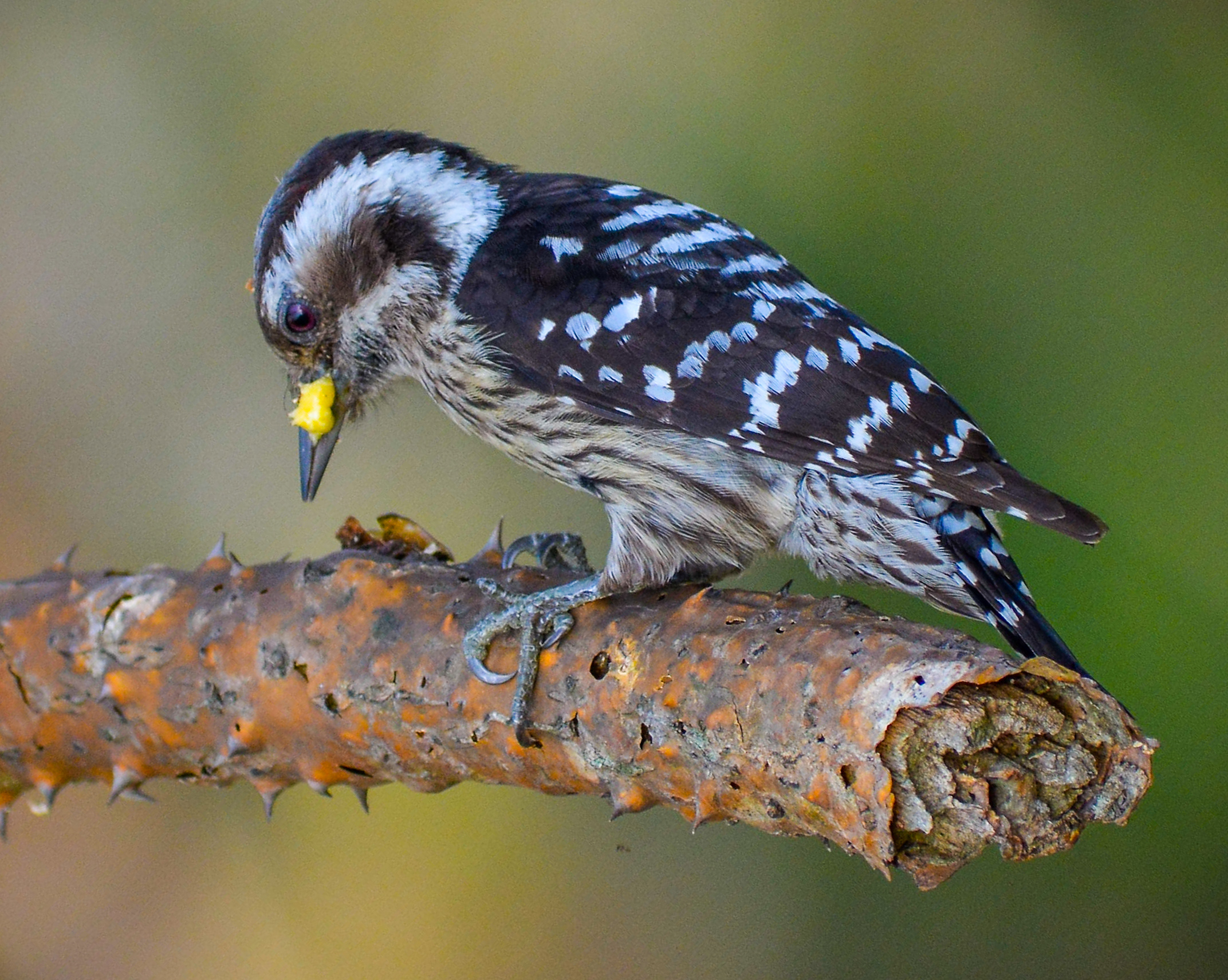
Yungipicus canicapillus
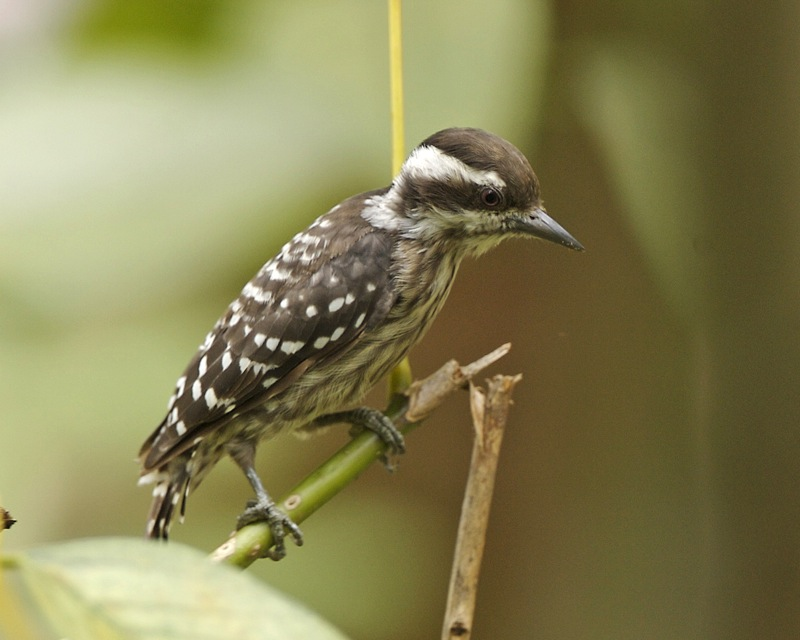
Yungipicus maculatus